# Melvin Guillard
Melvin Paul Guillard.Jr (Nueva Orleans, Luisiana; 30 de marzo de 1983) es un artista marcial mixto estadounidense que actualmente compite en la categoría de peso ligero en Bellator MMA. Guillard participó en The Ultimate Fighter 2, perdiendo ante Josh Burkman por decisión en la primera pelea eliminatoria de peso wélter.

## Carrera en artes marciales mixtas
Guillard tuvo 25 peleas antes de firmar con UFC, obteniendo un récord de 18-4-2 (1).

### The Ultimate Fighter
Guillard participó en The Ultimate Fighter 2 pero fue eliminado de la competición después de perder por decisión unánime contra Josh Burkman. Volvió en el final de la temporada, derrotando a Marcus Davis por nocaut técnico debido a un corte.

### Ultimate Fighting Championship
Guillard se enfrentó a Donald Cerrone el 11 de agosto de 2012 en UFC 150. Guillard perdió la pelea por nocaut en la primera ronda, siendo esta la primera derrota de su carrera por nocaut. Tras el evento, ambos peleadores ganaron el premio a la Pelea de la Noche.
El 29 de diciembre de 2012, Guillard se enfrentó a Jamie Varner en UFC 155. Guillard perdió la pelea por decisión dividida.
Guillard se enfrentó a Mac Danzig el 27 de julio de 2013 en UFC on Fox 8. Guillard ganó la pelea por nocaut en la segunda ronda, ganando así el premio al KO de la Noche.
El 26 de octubre de 2013, Guillard se enfrentó a Ross Pearson en UFC Fight Night 30. La pelea fue declarada sin resultado por un rodillazo ilegal de Guillard.
Guillard se enfrentó a Michael Johnson el 8 de marzo de 2014 en UFC Fight Night 37. Guillard perdió la pelea por decisión unánime.
El 21 de marzo de 2014, Guillard fue despedido de UFC.

### World Series of Fighting
El 7 de abril de 2014, el vicepresidente ejecutivo de World Series of Fighting Ali Abdel-Aziz confirmó que Guillard había firmado un contrato de múltiples peleas.
Guillard hizo su debut en WSOF 11 el 5 de julio de 2014 contra Gesias Cavalcante. Guillard ganó la pelea por nocaut técnico en la segunda ronda.
El 15 de noviembre de 2014, Guillard se enfrentó a Justin Gaethje en WSOF 15. Guillard perdió la pelea por decisión dividida.

### Bellator MMA
El 4 de mayo de 2015, se anunció que Guillard había firmado con Bellator.
En su primer combate, Guillard se enfrentó a Brandon Girtz el 28 de agosto de 2015 en Bellator 141. Guillard perdió la pelea por decisión dividida.
El 19 de febrero de 2016, Guillard se enfrentó a Derek Campos en Bellator 149. Guillard perdió la pelea por nocaut técnico en la segunda ronda.

## Vida personal
Guillard tiene una esposa llamada Tache.

### Controversias
Guillard se enfrentó al ganador del The Ultimate Fighter 2 Joe Stevenson en el evento principal de UFC Fight Night: Stevenson vs. Guillard el 5 de abril de 2007. Guillard fue sometido con un estrangulamiento de guillotina en 27 segundos después de que cayera al suelo por un jab. Una muestra de orina antes de la pelea de Guillard dio positivo por cocaína. Posteriormente, la Comisión Atlética del Estado de Nevada suspendió a Guillard durante ocho meses y lo multó con 2.100 dólares. Melvin atribuyó su abuso a las drogas con la muerte de su padre a los 44 años por una cirrosis hepática después de una vida de consumo excesiva de alcohol.
Más tarde dijo: "He puesto un montón de excusas sobre mí por la muerte de mi padre, y ahora me arrepiento porque me dejó mi padre y él siempre me decía:" Hijo, no vivo una pena. Nunca te pongas excusas a ti mismo. Sé un hombre y asume la responsabilidad de cualquier cosa que hagas en la vida". Se ha dicho que su padre era su mejor amigo y mayor admirador, y nunca se perdió verlo pelear. Sin embargo, después del huracán Katrina, su padre (el contratista) fue respaldado por el trabajo y por lo tanto no llegó a debutar. Murió antes de que él pudiera verlo pelear en el UFC.

## Campeonatos y logros
- Ultimate Fighting Championship
  - KO de la Noche (Tres veces)
  - Pelea de la Noche (Dos veces)
  - Mayor número de victorias por KO/TKO en la división de Peso Ligero de UFC (8)

## Récord en artes marciales mixtas
| Resultado     | Récord      | Oponente           | Método                           | Evento                                  | Fecha                    | Ronda | Tiempo | Localización            | Notas              |
| ------------- | ----------- | ------------------ | -------------------------------- | --------------------------------------- | ------------------------ | ----- | ------ | ----------------------- | ------------------ |
| Derrota       | 32–21–2 (3) | Takanori Gomi      | KO (golpes)                      | Rizin 11                                | 29 de julio de 2018      | 1     | 2:33   | Saitama                 |                    |
| Derrota       | 32–20–2 (3) | Maurice Jackson    | TKO (golpes)                     | SCL 65: Destination                     | 10 de febrero de 2018    | 2     | 1:50   | Denver, Colorado        |                    |
| Derrota       | 32–19–2 (3) | Israel Adesanya    | TKO (golpes)                     | Australian Fighting Championship 20     | 28 de julio de 2017      | 1     | 4:48   | Melbourne               |                    |
| Derrota       | 32–18–2 (3) | Muslim Salikhov    | KO (spinning hook kick)          | Kunlun Fight MMA 12                     | 1 de junio de 2017       | 1     | 1:33   | Yantai                  |                    |
| Derrota       | 32–17–2 (3) | Chidi Njokuani     | Decisión (unánime)               | Bellator 171                            | 27 de enero de 2017      | 3     | 5:00   | Mulvane, Kansas         |                    |
| Sin resultado | 32–16–2 (3) | David Rickels      | NC                               | Bellator 159                            | 22 de julio de 2016      | 1     | 2:14   | Mulvane, Kansas         |                    |
| Derrota       | 32–16–2 (2) | Derek Campos       | TKO (golpes)                     | Bellator 149                            | 19 de febrero de 2016    | 2     | 0:32   | Houston, Texas          |                    |
| Derrota       | 32–15–2 (2) | Brandon Girtz      | Decisión (dividida)              | Bellator 141                            | 28 de agosto de 2015     | 3     | 5:00   | Temecula, California    | Bellator debut.    |
| Derrota       | 32–14–2 (2) | Justin Gaethje     | Decisión (dividida)              | WSOF 15                                 | 15 de noviembre de 2014  | 3     | 5:00   | Tampa, Florida          |                    |
| Victoria      | 32–13–2 (2) | Gesias Cavalcante  | TKO (golpes y codazos)           | WSOF 11                                 | 5 de julio de 2014       | 2     | 2:36   | Daytona Beach, Florida  | WSOF debut.        |
| Derrota       | 31–13–2 (2) | Michael Johnson    | Decisión (unánime)               | UFC Fight Night: Gustafsson vs. Manuwa  | 8 de marzo de 2014       | 3     | 5:00   | Londres                 |                    |
| Sin resultado | 31–12–2 (2) | Ross Pearson       | Sin resultado (rodillazo ilegal) | UFC Fight Night: Machida vs. Muñoz      | 26 de octubre de 2013    | 1     | 1:57   | Mánchester              |                    |
| Victoria      | 31–12–2 (1) | Mac Danzig         | KO (golpes)                      | UFC on Fox: Johnson vs. Moraga          | 27 de julio de 2013      | 2     | 2:47   | Seattle, Washington     | KO de la Noche.    |
| Derrota       | 30–12–2 (1) | Jamie Varner       | Decisión (dividida)              | UFC 155                                 | 29 de diciembre de 2012  | 3     | 5:00   | Las Vegas, Nevada       |                    |
| Derrota       | 30–11–2 (1) | Donald Cerrone     | KO (patada a la cabeza y golpe)  | UFC 150                                 | 11 de agosto de 2012     | 1     | 1:16   | Denver, Colorado        | Pelea de la Noche. |
| Victoria      | 30–10–2 (1) | Fabrício Camões    | Decisión (unánime)               | UFC 148                                 | 7 de julio de 2012       | 3     | 5:00   | Las Vegas, Nevada       |                    |
| Derrota       | 29–10–2 (1) | Jim Miller         | Sumisión (rear-naked choke)      | UFC on FX: Guillard vs. Miller          | 20 de enero de 2012      | 1     | 2:04   | Nashville, Tennessee    |                    |
| Derrota       | 29–9–2 (1)  | Joe Lauzon         | Sumisión (rear-naked choke)      | UFC 136                                 | 8 de octubre de 2011     | 1     | 0:47   | Houston, Texas          |                    |
| Victoria      | 29–8–2 (1)  | Shane Roller       | KO (golpes)                      | UFC 132                                 | 2 de julio de 2011       | 1     | 2:12   | Las Vegas, Nevada       |                    |
| Victoria      | 28–8–2 (1)  | Evan Dunham        | TKO (rodillazos)                 | UFC: Fight for the Troops 2             | 22 de enero de 2011      | 1     | 2:58   | Fort Hood, Texas        | KO de la Noche.    |
| Victoria      | 27–8–2 (1)  | Jeremy Stephens    | Decisión (dividida)              | UFC 119                                 | 25 de septiembre de 2010 | 3     | 5:00   | Indianápolis, Indiana   |                    |
| Victoria      | 26–8–2 (1)  | Waylon Lowe        | TKO (rodillazo al cuerpo)        | UFC 114                                 | 29 de mayo de 2010       | 1     | 3:28   | Las Vegas, Nevada       |                    |
| Victoria      | 25–8–2 (1)  | Ronys Torres       | Decisión (unánime)               | UFC 109                                 | 6 de febrero de 2010     | 3     | 5:00   | Las Vegas, Nevada       |                    |
| Derrota       | 24–8–2 (1)  | Nate Diaz          | Sumisión (guillotine choke)      | UFC Fight Night: Diaz vs. Guillard      | 16 de septiembre de 2009 | 2     | 2:13   | Oklahoma City, Oklahoma |                    |
| Victoria      | 24–7–2 (1)  | Gleison Tibau      | Decisión (dividida)              | The Ultimate Fighter 9 Finale           | 20 de junio de 2009      | 3     | 5:00   | Las Vegas, Nevada       |                    |
| Victoria      | 23–7–2 (1)  | Dennis Siver       | KO (golpes)                      | UFC 86                                  | 5 de julio de 2008       | 1     | 0:36   | Las Vegas, Nevada       | KO de la Noche.    |
| Victoria      | 22–7–2 (1)  | Eric Regan         | Decisión (unánime)               | RITC 105: Friday Night Fights           | 7 de marzo de 2008       | 3     | 3:00   | Phoenix, Arizona        |                    |
| Derrota       | 21–7–2 (1)  | Rich Clementi      | Sumisión (rear-naked choke)      | UFC 79                                  | 29 de diciembre de 2007  | 1     | 4:40   | Las Vegas, Nevada       |                    |
| Derrota       | 21–6–2 (1)  | Joe Stevenson      | Sumisión (guillotine choke)      | UFC Fight Night: Stevenson vs. Guillard | 5 de abril de 2007       | 1     | 0:27   | Las Vegas, Nevada       |                    |
| Victoria      | 21–5–2 (1)  | Gabe Ruediger      | KO (golpe al cuerpo)             | UFC 63                                  | 23 de septiembre de 2006 | 2     | 1:01   | Anaheim, California     |                    |
| Victoria      | 20–5–2 (1)  | Rick Davis         | KO (golpe)                       | UFC 60                                  | 27 de mayo de 2006       | 1     | 1:37   | Los Ángeles, California |                    |
| Derrota       | 19–5–2 (1)  | Josh Neer          | Sumisión (triangle choke)        | UFC Ultimate Fight Night 3              | 16 de enero de 2006      | 1     | 4:20   | Las Vegas, Nevada       | Pelea de la Noche. |
| Victoria      | 19–4–2 (1)  | Marcus Davis       | TKO (corte)                      | The Ultimate Fighter 2 Finale           | 5 de noviembre de 2005   | 2     | 2:55   | Las Vegas, Nevada       |                    |
| Sin resultado | 18–4–2 (1)  | Roger Huerta       | Sin resultado                    | Freestyle Fighting Championships 14     | 5 de marzo de 2005       | 3     | 5:00   | Biloxi, Misisipi        |                    |
| Victoria      | 18–4–2      | Peter Kaljevic     | TKO (codazos)                    | Freestyle Fighting Championships 14     | 5 de marzo de 2005       | 1     | 2:24   | Biloxi, Misisipi        |                    |
| Victoria      | 17–4–2      | Darrell Smith      | TKO (golpes)                     | Freestyle Fighting Championships 14     | 5 de marzo de 2005       | 1     | 3:07   | Biloxi, Misisipi        |                    |
| Victoria      | 16–4–2      | Rob Emerson        | Decisión (dividida)              | RCF: Cold Hearted                       | 19 de febrero de 2005    | 3     | 5:00   | Biloxi, Misisipi        |                    |
| Derrota       | 15–4–2      | Santino Defranco   | Sumisión (triangle choke)        | ISCF: Domination at the DAC             | 20 de noviembre de 2004  | 1     | 2:33   | Atlanta, Georgia        |                    |
| Victoria      | 15–3–2      | Jason Hathaway     | TKO (golpes)                     | ISCF: Compound Fracture                 | 15 de octubre de 2004    | 1     | 0:37   | Atlanta, Georgia        |                    |
| Empate        | 14–3–2      | LaVerne Clark      | Empate                           | RCF: Duel in the Delta                  | 25 de septiembre de 2004 | 3     | 5:00   | Tunica, Misisipi        |                    |
| Victoria      | 14–3–1      | Angel Nievens      | Decisión (unánime)               | FFC 11: Explosion                       | 10 de septiembre de 2004 | 3     | 5:00   | Biloxi, Misisipi        |                    |
| Derrota       | 13–3–1      | Ryan Stout         | Sumisión (armbar)                | Battle of New Orleans 14                | 10 de julio de 2004      | 1     | 2:55   | Nueva Orleans, Luisiana |                    |
| Empate        | 13–2–1      | Lee King           | Empate                           | Battle of New Orleans 13                | 25 de junio de 2004      | 3     | 5:00   | Nueva Orleans, Luisiana |                    |
| Victoria      | 13–2        | Rich Miller        | TKO (golpes)                     | Extreme Challenge 58                    | 11 de junio de 2004      | 2     | 2:07   | Medina, Minnesota       |                    |
| Victoria      | 12–2        | Kyle Bradley       | TKO (golpes)                     | Freestyle Fighting Championships 9      | 14 de mayo de 2004       | 1     | 4:20   | Biloxi, Misisipi        |                    |
| Derrota       | 11–2        | Jake Short         | Decisión (unánime)               | Freestyle Fighting Championships 8      | 5 de marzo de 2004       | 3     | 5:00   | Biloxi, Misisipi        |                    |
| Derrota       | 11–1        | Carlo Prater       | Sumisión (guillotine choke)      | Freestyle Fighting Championships 7      | 19 de diciembre de 2003  | 1     | 2:32   | Biloxi, Misisipi        |                    |
| Victoria      | 11–0        | Justin Wieman      | TKO (golpes)                     | ISCF: Anarchy in August                 | 2 de agosto de 2003      | 2     |        | Atlanta, Georgia        |                    |
| Victoria      | 10–0        | Kyle Bradley       | Sumisión (armlock)               | FFC 6: No Love                          | 11 de julio de 2003      | 1     | 2:54   | Biloxi, Misisipi        |                    |
| Victoria      | 9–0         | Paul Purcell       | TKO (golpes)                     | Art of War 2                            | 21 de junio de 2003      | 1     |        | Kalispell, Montana      |                    |
| Victoria      | 8–0         | Diego Saraiva      | KO (golpes)                      | ISCF: May Madness                       | 23 de mayo de 2003       | 1     |        | Atlanta, Georgia        |                    |
| Victoria      | 7–0         | Alex Kronofsky     | KO (golpe)                       | Battle of New Orleans 6                 | 26 de abril de 2003      | 1     | 1:32   | Nueva Orleans, Luisiana |                    |
| Victoria      | 6–0         | Aaron Williams     | TKO (golpes)                     | Freestyle Fighting Championships 5      | 25 de abril de 2003      | 1     | 1:43   | Biloxi, Misisipi        |                    |
| Victoria      | 5–0         | Víctor Estrada     | Sumisión (armbar)                | Battle of New Orleans 5                 | 22 de marzo de 2003      | 1     | 2:04   | Nueva Orleans, Luisiana |                    |
| Victoria      | 4–0         | Rod Ramirez        | TKO (golpes)                     | Battle of New Orleans 4                 | 15 de febrero de 2003    | 2     | 0:32   | Nueva Orleans, Luisiana |                    |
| Victoria      | 3–0         | Joe Jordan         | Decisión (unánime)               | Battle of New Orleans 3                 | 18 de enero de 2003      | 2     | 5:00   | Nueva Orleans, Luisiana |                    |
| Victoria      | 2–0         | Jonathon Hargroder | KO (golpe)                       | Battle of New Orleans 2                 | 21 de diciembre de 2002  | 1     | 0:31   | Nueva Orleans, Luisiana |                    |
| Victoria      | 1–0         | Calvin Martin      | Decisión (unánime)               | Battle of New Orleans 1                 | 16 de noviembre de 2002  | 2     | 5:00   | Nueva Orleans, Luisiana |                    |